# Aphrosiphon bauhiniae
Aphrosiphon bauhiniae is een halfvleugelig insect uit de familie Machaerotidae. De wetenschappelijke naam van deze soort is voor het eerst geldig gepubliceerd in 1935 door China.